# Jayton
Jayton település az Amerikai Egyesült Államok Texas államában, Kent megyében, melynek megyeszékhelye is. Lakosainak száma 511 fő (2020. április 1.).

## Népesség
A település népességének változása:

| 2010 | 534 |
| 2020 | 511 |